# 中华胡椒
中华胡椒（学名：Piper chinense）是胡椒科胡椒属的植物，为中国的特有植物。分布于中国大陆的广东等地，多生长于村旁疏林中以及树上，目前尚未由人工引种栽培。